# 킹콩 (가수)
킹콩(1982년 12월 6일 ~ )은 대한민국의 가수다. 2012년 싱글 앨범 [나 있잖아]로 데뷔했다.

## 방송
- 쇼미더머니2 (2013) - Top9
- REBOUND (2016)
- 쇼미더머니777 (2018)

## 공연
- 라이즈 어게인 : Korea Reggaefest 2017 (2017)
- 신한카드 딥 뮤직 페스타 - 레게 아일랜드 (2018)